# Telenomus laeviusculus
Telenomus laeviusculus är en stekelart som först beskrevs av Julius Theodor Christian Ratzeburg 1844.  Telenomus laeviusculus ingår i släktet Telenomus, och familjen gallmyggesteklar. Arten är reproducerande i Sverige.